# Campeón de Campeones 2002-03
La copa Campeón de Campeones 2002-03 fue la XXXIX edición del Campeón de Campeones y la primera bajo el nuevo formato, que enfrentó al campeón del Apertura 2002: Toluca y al campeón del Clausura 2003: Monterrey. El partido terminó empatado a un gol, y en los penales Toluca venció al conjunto regiomontano por 4-2, alcanzando su tercer trofeo de este tipo.

## Sistema de competición
Disputarán la copa Campeón de Campeones 2002-03 los campeones de los torneos Apertura 2002 y Clausura 2003.
El Club vencedor del Campeón de Campeones será aquel que en el partido anote el mayor número de goles. Si al término del tiempo reglamentario el partido está empatado, se procederá a lanzar tiros penales, hasta que resulte un vencedor.

## Información de los equipos
| Equipo    | Entrenador        | Estadio      | Ciudad                | Patrocinador | Kit      |
| --------- | ----------------- | ------------ | --------------------- | ------------ | -------- |
| Toluca    | Ricardo Ferretti  | Nemesio Díez | Toluca, México        | Banamex      | Atletica |
| Monterrey | Daniel Passarella | Tecnológico  | Monterrey, Nuevo León | Bimbo        | Atletica |

## Partido

### Toluca-Monterrey
| 16 de noviembre de 2003                      | Toluca                                          | 1:1 (0:1) (4:2 p.)         | Monterrey                         | Estadio Azteca, Ciudad de México |                           |
|                                              | Castillejos 53'                                 | Reporte                    | Fernandes 44'                     | Árbitro(s): Manuel Glower        | Árbitro(s): Manuel Glower |
|                                              |                                                 | Tiros desde el punto penal |                                   |                                  |                           |
|                                              | Cuberas · Ponce · Carreón · Núñez · Castillejos |                            | Chávez · Ledesma · Pérez · Castro |                                  |                           |
| Toluca Campeón de Campeones 2002-03 (4:2 p.) |                                                 |                            |                                   |                                  |                           |

| Campeón de Campeones 2002-03 |
| ---------------------------- |
|                              |
| Toluca                       |
| 3° Título                    |